# Landkreis Oberspreewald-Lausitz
Landkreis Oberspreewald-Lausitz (lågsorbiska: Wokrejs Górne Błota-Łužyca, högsorbiska: Wokrjes Hornjo Błota-Łužica) är ett län (Landkreis) i den tyska delstaten Brandenburg, med Senftenberg som huvudort. Bilarna har OSL på nummerskyltarna.

## Befolkningsutveckling
Tabellen nedan avser invånarantalen i Landkreis Oberspreewald-Lausitz. 1990 avses återföreningsdagen 3 oktober, från 1991 och framåt avses 31 december.
| År   | Invånare |
| ---- | -------- |
| 1990 | 166 351  |
| 1991 | 161 229  |
| 1992 | 161 124  |
| 1993 | 159 828  |
| 1994 | 158 537  |
| 1995 | 156 758  |
| 1996 | 155 024  |
| 1997 | 152 924  |
| 1998 | 150 414  |
| 1999 | 148 124  |

| År   | Invånare |
| ---- | -------- |
| 2000 | 145 110  |
| 2001 | 141 959  |
| 2002 | 139 062  |
| 2003 | 136 251  |
| 2004 | 134 025  |
| 2005 | 132 032  |
| 2006 | 129 581  |
| 2007 | 127 278  |
| 2008 | 125 216  |
| 2009 | 123 426  |

| År   | Invånare |
| ---- | -------- |
| 2010 | 121 679  |
| 2011 | 116 898  |
| 2012 |          |
| 2013 |          |

|                                                                      |
| Befolkningsutveckling inom det nuvarande områdets gränser sedan 1875 |

## Administrativ indelning
I förvaltningsrättslig mening finns i modern tid ingen skillnad mellan begreppet Stadt (stad) gentemot Gemeinde (kommun). Följande kommuner och städer ligger i Landkreis Oberspreewald-Lausitz.

### Städer
| - Calau - Großräschen | - Lauchhammer - Lübbenau/Spreewald | - Schwarzheide - Senftenberg | - Vetschau/Spreewald |

### Kommuner
| - Schipkau |

### Kommunalförbund

#### Amt Altdöbern
| - Altdöbern - Bronkow | - Luckaitztal | - Neupetershain | - Neu-Seeland |

#### Amt Ortrand
| - Frauendorf - Grosskmehlen | - Kroppen - Lindenau | - Ortrand (stad) | - Tettau |

#### Amt Ruhland
| - Grünewald - Guteborn | - Hermsdorf - Hohenbocka | - Ruhland (stad) | - Schwarzbach |